# Авіаносці типу «Колоссус»
Авіаносці типу «Колоссус» (англ. Colossus class) — серія британських легких авіаносців часів Другої світової війни.

## Історія створення
Проєкт авіаносця типу «Колоссус» був розроблений у 1942 році. При розробці особлива увага приділялась дешевизні та технологічності виробництва. Всього збудували 10 кораблів цього класу.
Незважаючи на швидкість будівництва, більшість кораблів вступили у стрій наприкінці Другої світової війни або навіть після її закінчення, тому їх участь у бойових діях була обмеженою. Деякі з кораблів брали участь в Корейській війні. Частина кораблів згодом була продана іншим країнам: Бразилії, Аргентині, Австралії, Канаді, Нідерландам.

## Конструкція
Корпус авіаносця проєктували на основі транспортного судна. Суцільних переборок протиторпедного захисту не було, але корпус розділили на ряд відсіків, що давало змогу кораблю залишатись на плаву в разі вибуху в районі головних поперечних переборок. Також підвищенню живучості сприяло ешелонне розміщення енергетичної установки, яка займала 4 відсіки.
Польотна палуба мала розміри 210,3×24,4 м та мала два ліфти розмірами 13,7×10,4 м вантажопідйомністю 6,8 т. Ангар був одноярусним (135,6 x 15,85 x 5,33), але не мав бронювання. Лише погреби боєзапасу були захищені сталевими листами товщиною 10 мм.
Авіаносці були оснащені катапультою BH-III та 8 аерофінішерами, розрахованими на гальмування літака масою 6,8 т з посадковою швидкістю 110 км/г. Запас авіаційного палива становив 448 236 л.
Відповідно до проєкту на кораблях планувалось встановити шість 4-ствольних зенітних автоматів «Пом-пом» та 32 зенітні гармати «Бофорс». Але реально на різних кораблях кількість зенітних установок була різною.
Всі авіаносці були оснащені радарами 79B та 281B, які у 1950-х роках замінили на радари 277 та 293. «Оушн», на якому базувались нічні винищувачі, був оснащений радарами SM-1, 93 та 961.

## Представники
| Назва                                                                      | Номер   | Будівництво                                    | Закладений             | Спущений на воду       | Вступив у стрій     | Доля |
| -------------------------------------------------------------------------- | ------- | ---------------------------------------------- | ---------------------- | ---------------------- | ------------------- | --- |
| Колоссус / Арроманш HMS Colossus Arromanches                               | R15 R95 | Vickers-Armstrongs                             | 1 червня 1941 року     | 30 вересня 1943 року   | 16 грудня 1944 року | у 1946 році переданий Франції, у 1974 році пущений на злам |
| Глорі Glory                                                                | R62     | Harland & Wolff                                | 27 серпня 1942 року    | 27 листопада 1943 року | 2 квітня 1945 року  | знятий з озброєння у 1956 році, у 1961 році пущений на злам |
| Оушн Ocean                                                                 | R68     | Stephen & Sons                                 | 8 листопада 1942 року  | 8 липня 1943 року      | 8 серпня 1945 року  | знятий з озброєння у 1960 році, у 1962 році пущений на злам |
| Венеребл Venerable HNLMS Karel Doorman (R81) ARA Veinticinco de Mayo (V-2) | R63     | Cammell Laird                                  | 3 грудня 1942 року     | 30 грудня 1943 року    | 17 січня 1945 року  | у 1947 році переданий Нідерландам (1948—1968) у 1968 році проданий Аргентині у 2000 році пущений на злам                                                              |
| Вендженс Vengeance NAeL Minas Gerais (A-11)                                | R71     | Swan Hunter                                    | 16 листопада 1942 року | 23 лютого 1944 року    | 15 січня 1945 року  | у 1952 році переданий Австралії (1952—1955), у 1960 році переданий Бразилії (1960—2001), у 2004 році пущений на злам                                                  |
| Пайонір Pioneer                                                            | R76     | Vickers-Armstrongs                             | 2 грудня 1942 року     | 20 травня 1944 року    | 5 січня 1945 року   | у 1954 році пущений на злам |
| Воріор Warrior ARA Independencia (V-1)                                     | R31     | Harland & Wolff Ltd                            | 12 грудня 1942 року    | 20 травня 1944 року    | 24 квітня 1945 року | у 1946 році переданий Канаді (1946—1948), у 1948 році повернутий Великій Британії (1948—1959), у 1958 році переданий Аргентині(1958—1971) у 1971 році пущений на злам |
| Тісіус Theseus                                                             | R64     | Fairfield Shipbuilding and Engineering Company | 6 січня 1943 року      | 6 липня 1944 року      | 9 січня 1946 року   | у 1962 році пущений на злам |
| Траємф Triumph                                                             | R16     | Hawthorn Leslie and Company                    | 27 січня 1943 року     | 2 жовтня 1944 року     | 9 травня 1946 року  | знятий з озброєння у 1975 році, у 1981 році пущений на злам |
| Персеус Perseus                                                            | R51     | Vickers-Armstrong                              | 1 червня 1943 року     | 26 березня 1944 року   | 19 жовтня 1945 року | знятий з озброєння у 1957 році, у 1958 році пущений на злам |